# Friedl Iby
Friedl Iby (Núremberg, Alemania, 6 de abril de 1905-Múnich, Alemania, 18 de abril de 1960) fue una gimnasta artística alemana, campeona olímpica en Berlín 1936 en el concurso por equipos.

## Carrera deportiva
En las Olimpiadas de Berlín de 1936 ayuda a su equipo a conseguir el oro en el concurso por equipos, quedando situadas en el podio por delante de las checoslovacas y húngaras, y siendo sus compañeras: Anita Bärwirth, Isolde Frölian, Erna Bürger, Trudi Meyer, Paula Pöhlsen, Julie Schmitt y Käthe Sohnemann.